# Redoute du haut-Rhône
La redoute du haut-Rhône était un ouvrage complémentaire des forts de la rive est du Rhône de la première ceinture de Lyon.

## Histoire
Construite en 1854 mais détruite en 1869, soit 15 ans plus tard, cette redoute complétait la puissance de feu du fort des Brotteaux et du fort de Montessuy. Elle avait été conçue pour être rapidement reconstruite en cas de guerre, ce qui ne fut finalement jamais le cas.
De forme carrée, elle était très rudimentaire : une simple butte de terre entourée de murs maçonnés.

## Aujourd'hui
N'ayant jamais été reconstruit, il a laissé place à une entrée du parc de la Tête d'Or de Lyon.